# Icaridina
La icaridina, también conocida como picaridina, KBR 3023, bajo el nombre INCI de hidroxietil isobutil piperidina carboxilato, y los nombres comerciales Bayrepel y Saltidin, es un repelente de insectos. Muestra una gran eficacia contra diferentes insectos y es casi incoloro e inodoro.
El nombre picaridina fue propuesto por la Organización Mundial de la Salud como una denominación común internacional (DCI), pero el nombre oficial aprobado por la OMS terminó siendo Icaridina. El compuesto fue desarrollado por la empresa química alemana Bayer y se le dio el nombre de Bayrepel. En 2005, Lanxess AG y su filial Saltigo GmbH se  separaron de Bayer y el producto pasó a llamarse Saltidina en 2008.

## Resultados empíricos
Se ha reportado que la Icaridina puede ser tan eficaz como el DEET sin la irritación asociada con este último compuesto. De acuerdo con la OMS, la Icaridina "demuestra excelentes propiedades repelentes comparables, y a menudo superiores, a las del patrón DEET." En los Estados Unidos, los Centros para el Control y Prevención de Enfermedades recomiendan utilizar repelentes basados en Icaridina, DEET, o aceite de eucalipto de limón; para una protección eficaz contra los mosquitos que transmiten el virus del Nilo Occidental, Encefalitis equina del este y otras enfermedades.
A diferencia de lo que ocurre con el DEET, la Icaridina no disuelve plásticos.
Consumer Reports ha reportado que la Icaridina, utilizada por primera vez en Europa en 2001, puede ser eficaz en solución al 7%; mientras que el Ejército Australiano reporta que lo es en solución al 20%. Consumer Reports repetiendo las pruebas en 2006, obtuvo como resultados que una solución de Icaridina al 7% ofrecía poca o ninguna protección contra el mosquito Aedes (vector del dengue ); y alrededor de 2,5 horas de protección contra Culex (vector del virus del Nilo); mientras que una solución al 15% era efectiva para una protección de alrededor de una hora contra el Aedes y 4,8 horas contra Culex.

## Química

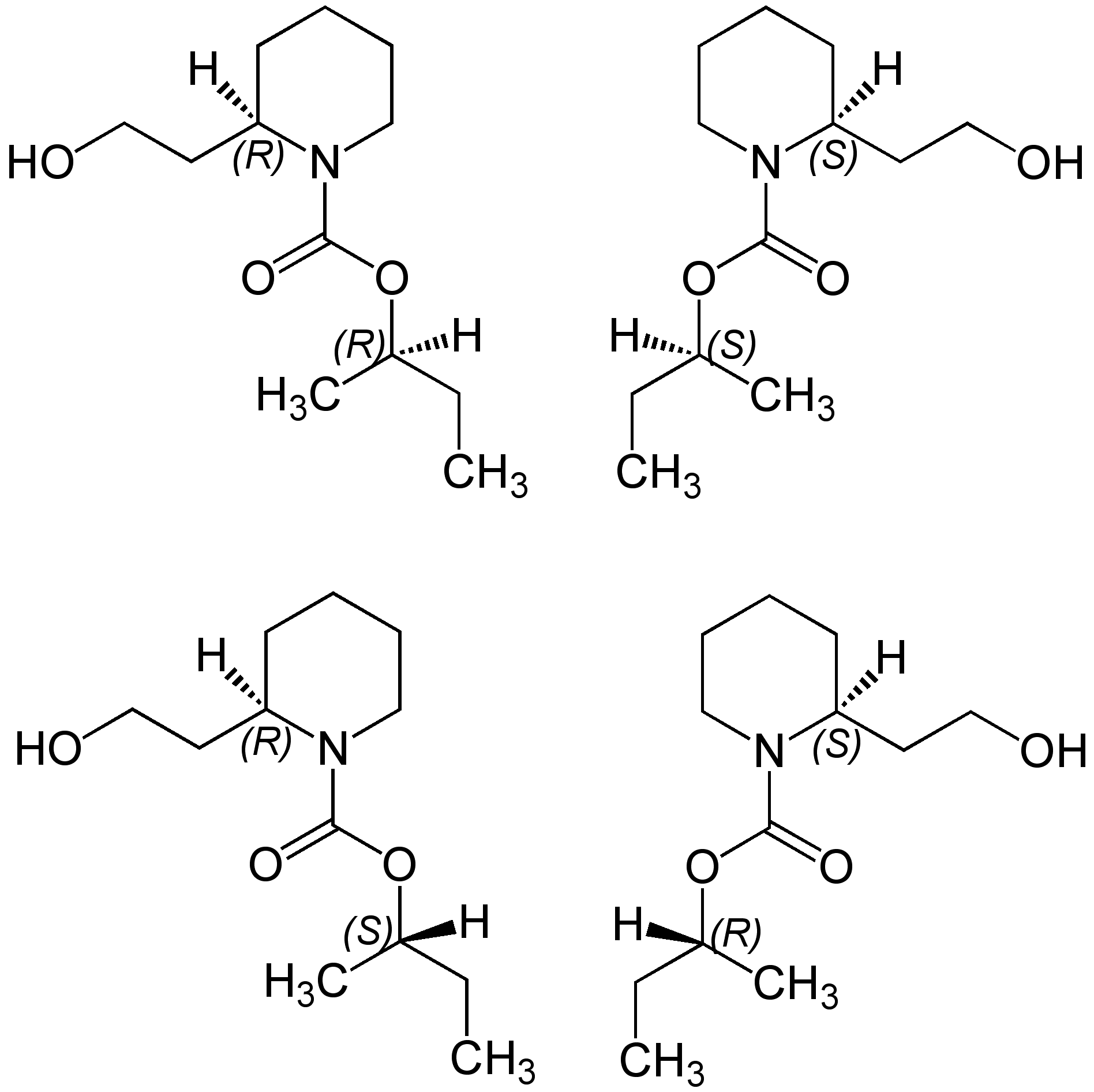
Stereoisomers de icaridin

El nombre INCI para la Icaridina es hidroxietil carboxilato piperidina isobutilo. Este nombre químico es erróneo ya que la Icaridina es un secbutil éster, no un éster de isobutilo. La Icaridina contiene la subestructura R
2N-C(=O)-O-R, lo que lo que la convierte formalmente en un carbamato sustituido.
La Icaridina es una mezcla racémica 1: 1 de dos diastereómeros:
- El isómero (R,R) y su enantiómero, el isómero (S,S)
- El isómero (R,S) y su enantiómero, el isómero (S,R)

Por lo tanto, la Icaridina es de hecho una mezcla de cuatro compuestos isómeros, cada uno con sus propias propiedades farmacológicas únicas.